# Конрад Наталія Михайлівна
Наталія Михайлівна Грузинська, у шлюбі Конрад (4 серпня 1976, Київ) — українська фехтувальниця. Перша в історії українського жіночого фехтування золота призерка Чемпіонату світу з фехтування, а також перша золота призерка Чемпіонату Європи з фехтування від України, багаторазова призерка в командних змаганнях та етапів Кубків світу. Заслужений майстер спорту України.
В жовтні 2003 року на Чемпіонаті світу з фехтування в Гавані вперше представниця України виборола золоту медаль: Наталія Конрад здолавши в фінальному поєдинку француженку Маурен Нісіма (англ. Maureen Nisima) стала чемпіонкою світу з фехтування на шпагах.
| Я дуже довго йшла до цієї нагороди. Довгих десять років не могла нічого виграти на світових першостях. Завжди чогось не вистачало. Протягом останніх двох років мене взагалі переслідувало якесь фатальне невезіння. Програла практично всі турніри, в яких брала участь, причому дуже часто перемоги діставалися суперницям одним уколом. Але я продовжувала вірити в себе, і головне — в мене вірили тренери, вони постійно повторювали мені: «Ти можеш». Я дуже їм вдячна. Оригінальний текст (рос.) — Я очень долго шла к этой награде. Долгих десять лет не могла ничего выиграть на мировых первенствах. Всегда чего-то не хватало. Последние два года меня вообще преследовало какое-то фатальное невезение. Проиграла практически все турниры, в которых участвовала, причем очень часто победы доставались соперницам одним уколом. Но я продолжала верить в себя, и главное - в меня верили тренеры, они постоянно повторяли мне: "Ты можешь!". Я очень им благодарна. — Газета "Сегодня" №236 (1581) за 18.10.2003 |

## Життєпис
Почала займатися фехтуванням з 8 років, завдяки матері. Займалась в ДЮСШ «Армієць» та Республіканському училищі олімпійського резерву. Переможниця (командні змагання) і срібна призерка Всесвітньої універсіади-99. У 2004 році стала золотою призеркою Чемпіонату Європи у Данії здолавши в фіналі Анну Сівкову. Тренувалась у В. Єрмакової, Д. Рейзліна, Я. Яковенко. Була членом збірної України, одним з тренерів в збірній був Віктор Ганцевич (англ. Victor Gantsevich). Розпочала тренерську діяльність, і вперше за всю історію в українській дитячій Лізі з фехтування з'явилася, за підсумками змагань, абсолютна чемпіонка. Нею стала вихованка Наталії Конрад — Емілі Берніго, яка виграла усі 7 етапів Ліги 2015 року у віковій категорії 10-11 років та посіла перше місце на фінальному турнірі найсильніших потрапивши в Національний реєстр рекордів України. Наталія Конрад є однією з організаторів Всеукраїнського турніру з фехтування на шпагах «Солідарність».
Одружена, має дітей — доньки Анастасія та Емілі також займаються фехтуванням.